# درون‌همزیست

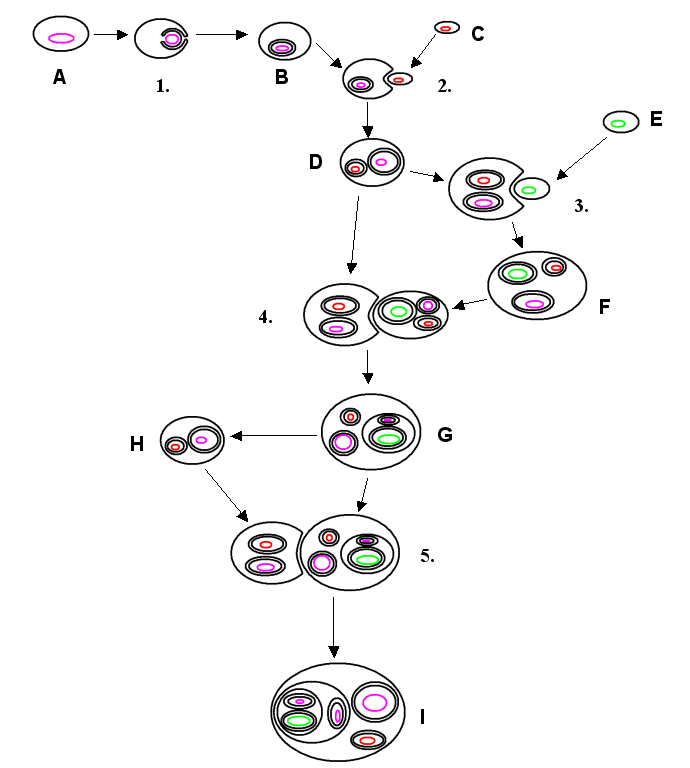
نمایشی از نظریه درون‌همزیستی

درون‌همزیست (به انگلیسی: endosymbiont, endobiont)، هر جاندار زنده‌ای است که در بدن یا سلول‌های ارگانیسم دیگر اغلب، هرچند نه همیشه، در یک رابطه دوسویه زندگی می‌کند. درون‌همزیستی endosymbiosis از واژهٔ یونانی endon به معنی «درون»، syn به معنی «با هم» و biosis به معنی «زندگی» است. به عنوان مثال، باکتری‌های تثبیت‌کننده نیتروژن (به نام ریزوبیا)، که در گره‌های ریشه حبوبات، جلبک‌های تک‌سلولی در مرجان‌های سازنده صخره‌ها و درون‌همزیستی‌های باکتریایی که مواد مغذی ضروری را برای حشرات فراهم می‌کنند، زندگی می‌کنند.
تاریخچه پشت مفهوم درون‌همزیستی از اصول نظریه درون‌همزیستی ناشی می‌شود. تئوری درون‌همزیستی (همزیستی) مفهوم باکتری‌هایی را که منحصراً در جانداران یوکاریوتی زندگی می‌کنند، پس از غرق شدن توسط آنها پیش می‌برد. این با مفهوم رشد اندامک مشاهده‌شده با یوکاریوت‌ها محبوب است. دو نوع اصلی اندامک در سلول‌های یوکاریوتی، میتوکندری و دیسه‌ها مانند کلروپلاست‌ها، از درون‌همزیستی‌های باکتریایی به‌دست می‌آیند.